# Timuçin Esen
Timuçin Esen (* 14. August 1973 in Adana) ist ein türkischer Schauspieler.

## Leben und Karriere
Der ursprünglich aus Niğde stammende Schauspieler ist Sohn zweier Anwälte. Er besuchte das TED Ankara College und nahm danach ein Studium der Theaterwissenschaften an der Universität Ankara auf. Nach zwei Jahren wechselte er auf die Mimar Sinan Universität in Istanbul und schloss dort sein Studium ab. Für seinen Master reiste er nach Kalifornien und besuchte dort das California Institute of the Arts, wo er unter anderen Coachings von Larry Moss erhielt. Während seiner Studienzeit beschäftigte er sich auch immer wieder mit Musik und trat in verschiedenen Bars und Cafés auf.
Nach seiner Rückkehr in die Türkei, wurde er durch die Serie Gurbet Kadını und den Film Gönül Yarası bekannt, für den er sowohl eine Goldene Orange als auch einen SİYAD-Award gewann. 2018 spielte er in dem Film Müslüm die Hauptrolle.

## Filmografie
Filme
- 2005: Gönül Yarası
- 2011: Labirent
- 2012: Kumun Tadı
- 2013: Senin Hikayen
- 2017: Martıların Efendisi
- 2018: Müslüm
- 2024: Zaferin Rengi

Serien
- 2003–2005: Gurbet Kadını
- 2005–2007: Hırsız Polis
- 2013–2014: Vicdan
- 2014–2015: Gönül İşleri
- 2016–2017: Bodrum Masalı
- 2018–2019: Gülperi
- 2019–2021: Hekimoğlu
- 2022: The Choice
- 2023: Tetikçinin Oğlu

## Theater
- 2006–2008: Mikado'nun Çöpleri[4]